# Modoia
Modoia – wieś w Rumunii, w okręgu Vâlcea, w gminie Cernișoara. W 2011 roku liczyła 557 mieszkańców.